# Orgellandschaft Unterfranken

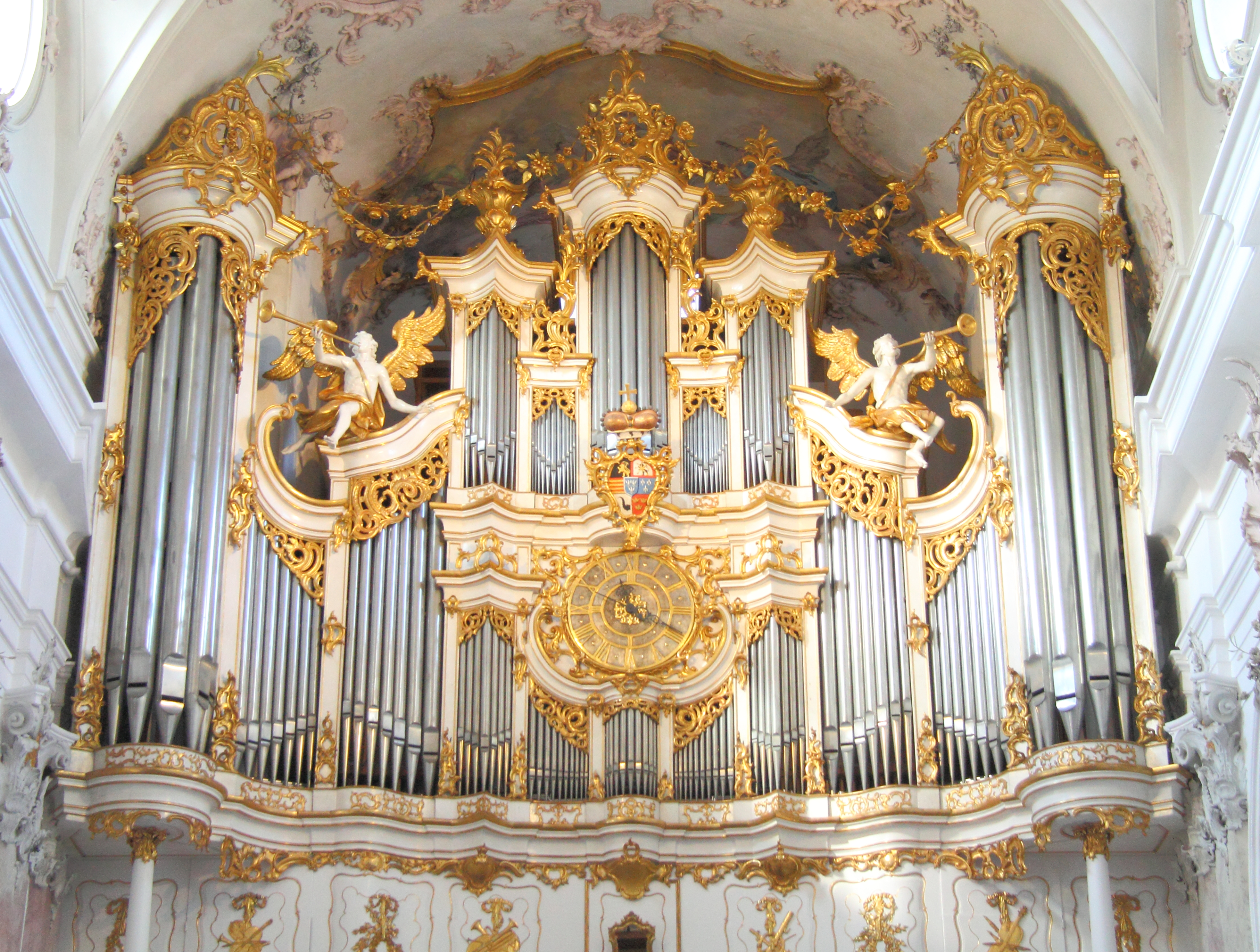
Stumm-Orgel in Kloster Amorbach (1782)

Die Orgellandschaft Unterfranken beschreibt den Orgelbestand in den Regionen Mainfranken und Bayerischer Untermain in ihrer historischen Entwicklung. Der Begriff Orgellandschaft nimmt Bezug auf historisch bedingte nationale oder regionale Eigenheiten der Orgeln. Die unterfränkische Orgellandschaft im Nordwesten Bayerns wird im Osten aus der Region Mainfranken mit Schweinfurt, Würzburg und Kitzingen und im Westen aus der Region Bayerischer Untermain mit Aschaffenburg und Miltenberg gebildet. Sie grenzt im Norden und Westen an die Orgellandschaft Hessen, im Nordosten an die Orgellandschaft Thüringen, im Osten an die Orgellandschaft Oberfranken und südlich an die Orgellandschaft Mittelfranken und Baden-Württemberg an. 
Nähere Details zu den erhaltenen Werken finden sich in der Liste von Orgeln in Unterfranken.

## Gotik und Renaissance
Das früheste Zeugnis für den Orgelbau in Unterfranken geht bis ins 13. Jahrhundert zurück. In Würzburg ließen die Augustiner Ende des 13. Jahrhunderts eine Orgel bauen und die Franziskaner im Jahr 1483. In der Stiftskirche Aschaffenburg ist für 1376 ein Organistengehalt nachgewiesen. Eine Orgel in St. Burkard in Würzburg wurde in den 1410er Jahren bereits erneuert.
In der Region Unterfranken, die weitgehend deckungsgleich mit dem Bistum Würzburg ist, wurden zu Beginn des 16. Jahrhunderts für etliche Kloster- und Ordenskirchen Orgeln gebaut: Bronnbach (vor 1510), Amorbach (vor 1513). Nach den Klöstern wurden in den größeren Stadtpfarrkirchen Orgeln angeschafft: Mellrichstadt (1484), Münnerstadt (wohl 1492), Ritterkapelle Haßfurt (vor 1496), Königsberg (1500 oder bereits 1450), Kitzingen und Ochsenfurt (vor 1505). Die Dorfkirchen folgten erst nach dem Dreißigjährigen Krieg, bis die Produktivität ihren Höhepunkt im 18. Jahrhundert erreichte und jede Nebenkirche eine Orgel erhielt.
Ende des 16. Jahrhunderts ließen sich die ersten Orgelbauer in der Region nieder. Matthias Eckstein aus dem sächsischen Annaberg übersiedelte 1565 nach Heidingsfeld und 1584 nach Kitzingen. Timotheus Compenius wich nach Königsberg aus, wo er bis 1608 nachgewiesen ist. Abgesehen von Würzburg und Kitzingen (1601/1602) arbeitete er vorwiegend überregional. Die Orgel in Oberwaldbehrungen trägt zwar die Jahreszahl 1573, stammt aber wohl aus dem Jahr 1673. Das Renaissance-Gehäuse in Breitensee soll 1595 gefertigt worden sein. Eine typisch unterfränkische Orgel gab es in vorbarocker Zeit noch nicht. Die äußere Gestalt, die technische Anlage und die klangliche Disposition wurden aus dem mittel- und niederrheinischen Gebiet oder aus Mitteldeutschland übernommen.

## Barock und Rokoko

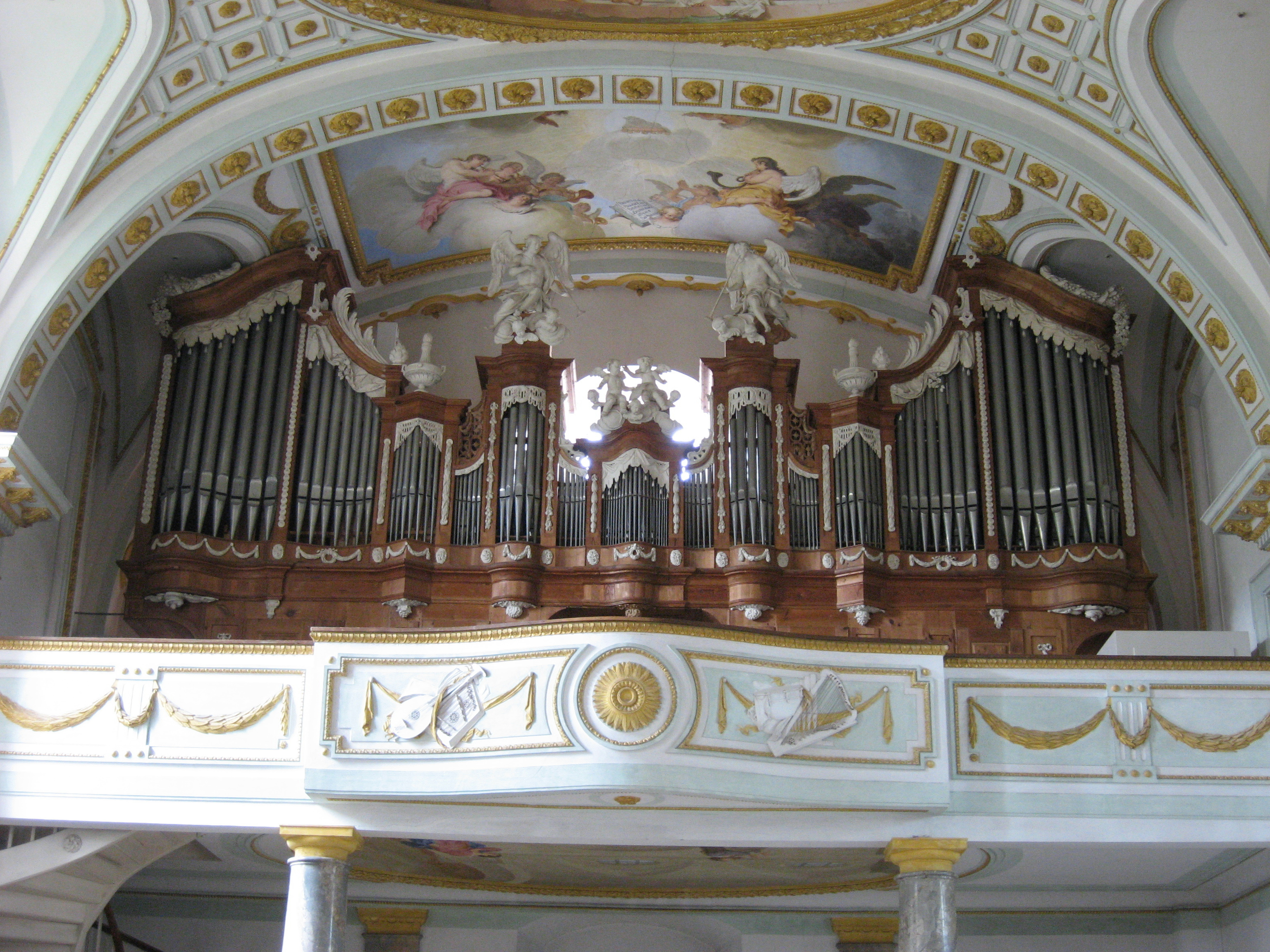
Schleich-Orgel in Kloster Triefenstein (1695)

Im Barock und Nachbarock erreichte der unterfränkische Orgelbau seine Blütezeit und bildete einen eigenen Stil heraus. Im 17. Jahrhundert beherrschte der Prinzipalchor den Orgelklang, ergänzt um einige Flötenstimmen sowie ein Zungenregister im Pedal, das nur einen begrenzten Tonumfang aufwies. Zweimanualige Orgeln verfügten in dieser Zeit über ein Rückpositiv, das die verkleinerte Form des Hauptgehäuses aufwies. Die unterfränkischen Prospekte der Barockzeit weisen eine große Formenvielfalt auf mit drei, vier, fünf, sieben oder neun Achsen, Pfeifentürmen in unterschiedlicher Form (rund, spitz) und Höhe sowie mit Flachfeldern, Rechteck- oder Harfenfeldern. Allein bei dreiteiligen Prospekten mit symmetrischem Aufbau lassen sich 30 verschiedene Typen ausmachen. Auffallend ist das reich ausgestattete Schnitzwerk, das in Form seitlicher Blindflügel, der Schleierbretter, bekrönender Gehäuseaufbauten und als unteren Abschluss der Pfeifenfelder oder der profilierten Ober- und Untergesimse einen Kranz um das Obergehäuse bilden kann. Das Schnitzwerk ist häufig durchbrochen und vergoldet und kann mit figürlichem Schmuck verziert sein. Die Lisenen sind nicht selten mit floralem Schmuck, Blattwerk oder Fruchtgehängen belegt.
Die älteste spielbare Orgel in Unterfranken steht in der Dreifaltigkeitskirche in Stetten. Sie geht auf Hans Konrad Kitzinger (1652) zurück. Der einzigartige frühbarocke Prospekt weist Knorpelwerk und Fruchtgehänge auf. Aus dem Jahr 1659 stammt der ebenfalls ungewöhnliche Prospekt in der Dettelbacher Wallfahrtskirche Maria im Sand. In dieser Zeit sind die Orgelbauerfamilien Schonat und Künzinger (Kitzinger) in Unterfranken greifbar. Johann Jost Schleich (* um 1645, † um 1707) entstammte einer fränkischen Orgelbauersippe und schuf etwa 25 Orgeln. Er hatte seine Werkstatt in Lohr am Main und gilt als bedeutendster unterfränkischer Orgelbauer am Ende des 17. Jahrhunderts. Nach seinem Tod übernahm sein Sohn Johann Peter die Werkstatt. Sein Neffe Adam Philipp Schleich wohnte in Kitzingen, Würzburg und Bamberg und baute etwa 20 Orgeln, darunter für die Stiftskirche von Kloster Triefenstein (1695) und die Gaibacher Heilig-Kreuz-Kapelle (1699/1702). Johann Hofmann erlernte den Orgelbau wahrscheinlich bei Jost Schleich. Etwa 30 Orgelneubauten sind auf ihn zurückzuführen. Hofmann wurde 1697 Würzburger Hoforgelmacher und schuf 1717 in St. Gangolf in Amorbach ein Instrument, das 1881 von Balthasar Schlimbach eingreifend umgebaut wurde. Johann Georg Göbel führte um 1740 die Schleich-Werkstatt fort. Auf ihn geht die Orgel der Jakobuskirche in Mittelsinn aus dem Jahr 1758 zurück.
Matthäus Obermüller baute 1699 die Orgel für St. Johannes der Täufer in Nordheim vor der Rhön. In der ev. Kirche Rothausen ist noch sein Prospekt von 1722 bis 1723 erhalten. Die wohl einzige erhaltene Orgel von Johann Adam Brandenstein aus Kitzingen steht in der Pfarrkirche Obereisenheim (1721). In St. Maria de Rosario/Dimbach wurde seine Orgel von 1693 im Jahr 1859 umgebaut und 1980 rekonstruiert und um ein zweites Manual erweitert. Johann Georg Hugo aus Aschaffenburg baute 1749 die vollständig erhaltene Orgel der Kreuzkapelle Großostheim.

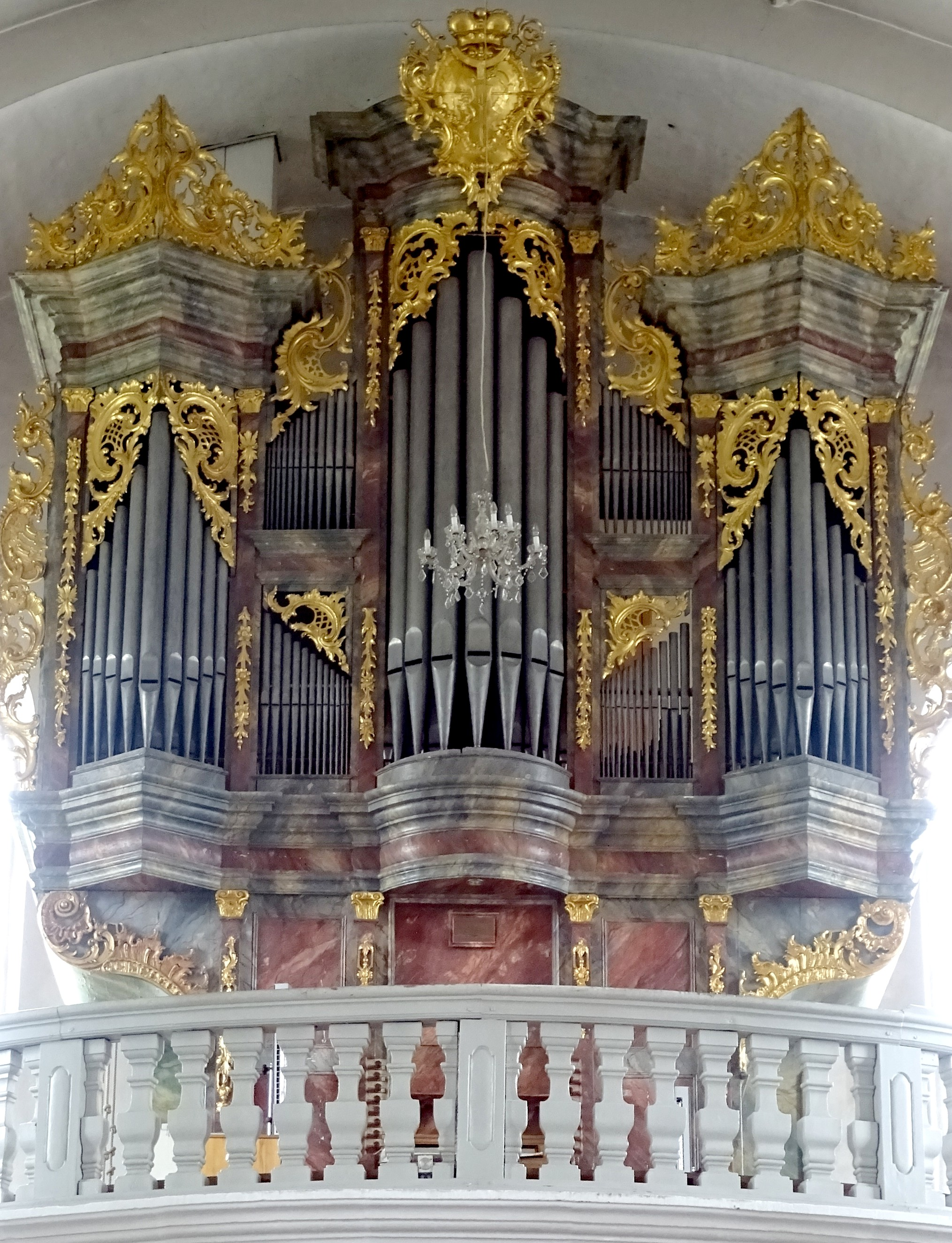
Seuffert-Orgel in Limbach (1756)

Der unterfränkische Orgelbau war im 18. Jahrhundert mehr oder weniger stark von Jost Schleich beeinflusst. Er erreichte mit der Familie Seuffert seinen Höhepunkt. Johann Philipp Seuffert war der Begründer dieser Orgelbauerfamilie, die in drei Generationen um die 300 Orgeln baute und die Kulturlandschaft entscheidend prägte. Er erlernte den Orgelbau bei Johann Hofmann und erhielt 1731 den Titel „Hoforgelmacher von Würzburg“. Nach eigener Angabe gehen rund 200 Orgeln auf Johann Philipp Seuffert zurück. Sie sind vorwiegend mit einem Manual ausgestattet. 1740 vollendete Seuffert die Orgel in Wiesentheid/St. Mauritius von Johann Ignatius Samuel Will (1730). Weitgehend erhaltene Werke finden sich in St. Ägidius/Löffelsterz (1736) und in St. Laurentius/Obereuerheim (1760). Die Seuffert-Orgel in der Wallfahrtskirche Maria Limbach (1756) ist sein größtes erhaltenes Werk. Teilweise erhalten sind seine Orgeln in St. Bartholomäus/Marktsteinach (1731), St. Laurentius und Mariä Himmelfahrt/Fridritt (1738), Dreifaltigkeitskirche/Gaibach (1748) und St. Vitus/Iphofen (1751). In St. Matthäus/Markt Einersheim (1752) ist nur Seufferts Gehäuse erhalten, ebenfalls in St. Andreas in Ochsenfurt (1754, mit einem neuen Werk von Claudius Winterhalter, 1997). 
Von seinem Sohn Franz Ignaz Seuffert sind 17 Orgelneubauten nachgewiesen. Weitgehend erhalten ist sein Werk in St. Kilian/Alsleben (1787). In St. Michael/Kirchheim (1778) und der Evangelischen Kirche/Possenheim (1784) sind nur die Prospekte erhalten. Die Orgeln in St. Nikolaus/Obervolkach (1774) und der Schlosskirche Bad Neuhaus (1776, vollständig erhalten) werden Franz Ignaz Seuffert zugeschrieben. Sein Sohn Philipp Albert Seuffert, der die Werkstatt bis 1834 fortführte, baute 1789 die Orgel in St. Valentin/Rohrbach. Balthasar Schlimbach übernahm die Würzburger Orgelbauwerkstatt im Jahr 1836.
Johann Ignatius Samuel Will wurde 1726 Würzburger Hoforgelmacher. Von ihm sind 13 Orgeln nachweisbar, darunter die in der Karmeliterkirche/Bad Neustadt  an der Saale (1722).

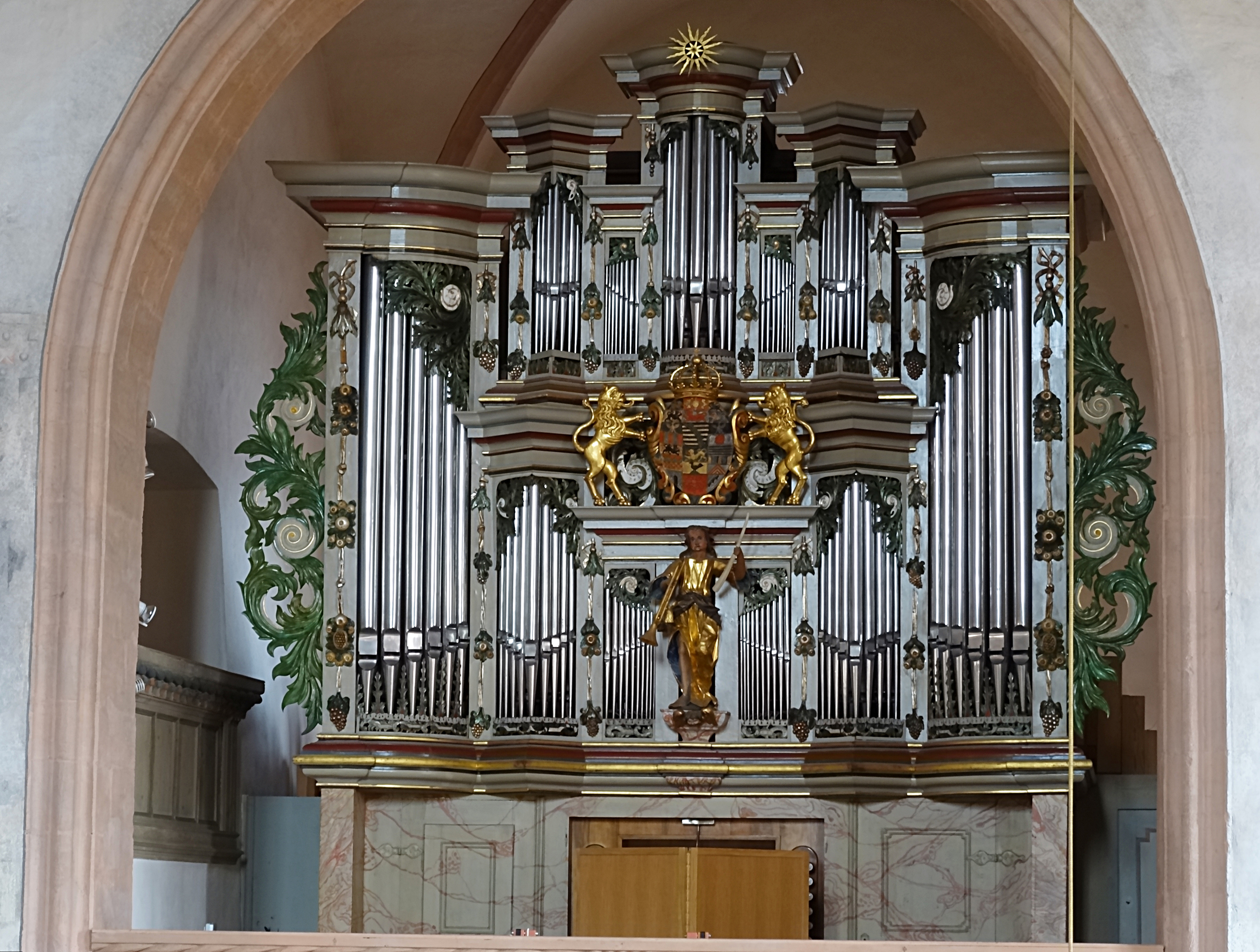
Döring-Markert-Orgel (1738/1848) in Ostheim

In Ostheim vor der Rhön wirkte ab den 1730er Jahren Johann Ernst Döring, der 1738 für die Kirchenburg Ostheim eine Orgel schuf, die 1848 von Markert umgebaut wurde. Barthel Brünner aus Würzburg schuf 1748 die Orgel von St. Georg/Hoheim. Die Orgeln in Altbessingen (1758) und wohl auch in St. Josef (Waldberg)/Waldberg (1779) gehen auf Johann Adam Höffner aus Würzburg zurück. Von fünf bekannten Orgeln Höffners sind zwei erhalten. Die kleine Barockorgel in St. Lukas/Mailes (um 1730) von Johann Rudolf Voit aus Schweinfurt ist fast vollständig erhalten. Auf ihn geht auch die Orgel in der Martinskirche/Wetzhausen (um 1740) zurück. Sein Sohn Johann Michael Voit übernahm die väterliche Werkstatt und baute 1776 das Instrument für St. Johannes Baptist in Escherndorf im Stil des Rokoko ohne Spitztürme. Typisch sind die Gesimsrollen. Seine Orgel in Kleinlangheim (1801) ist dem ausgehenden Rokoko zuzurechnen.
Die barocke Orgellandschaft wird durch bedeutende Instrumente von Orgelbauern von außen bereichert. Für den berühmten Matthias Tretzscher aus dem oberfränkischen Kulmbach mit böhmisch-sächsischen Wurzeln sind mindestens acht Orgelneubauten nachgewiesen, von denen noch Prospekte in Königsberg (1660) und Prichsenstadt (1666) erhalten sind. Seine charakteristischen Dispositionen weisen mehrere Streichregister sowie spezielle Flöten- und Zungenregister auf. Die Orgel in Mariä Heimsuchung/Aschaffenburg des Frankfurter Orgelmachers Hans Georg Steigleder aus dem Jahr 1714 ist die einzige Orgel in der Stadt mit einem historischen Prospekt. Dahinter steht ein neues Werk von Karl Göckel aus dem Jahr 2016.
Der Frankfurter Orgelbauer Johann Christian Köhler hatte ein weites Verbreitungsgebiet bis hin nach Oberfranken, Rheinhessen und Oberhessen. Sein Rokokoprospekt (1753–1755) im Würzburger Käppele ist erhalten, das Orgelwerk wurde 1991 von Orgelbau Vleugels rekonstruiert. Georg M. Gessinger hatte in Rothenburg ob der Tauber seine Werkstatt. Er hinterließ vier Orgeln in Unterfranken, von denen die in Uettingen (1760) weitgehend erhalten ist.
Johann Philipp und Johann Heinrich Stumm, die bedeutendsten Vertreter der Orgelbauerfamilie Stumm aus Sulzbach im Hunsrück, bauten 1774–1782 in der ehemaligen Abteikirche in Amorbach eine viermanualige Orgel mit 66 Registern, die zu den größten noch erhaltenen Barockorgeln von internationaler Bedeutung zählt.

## Klassizismus

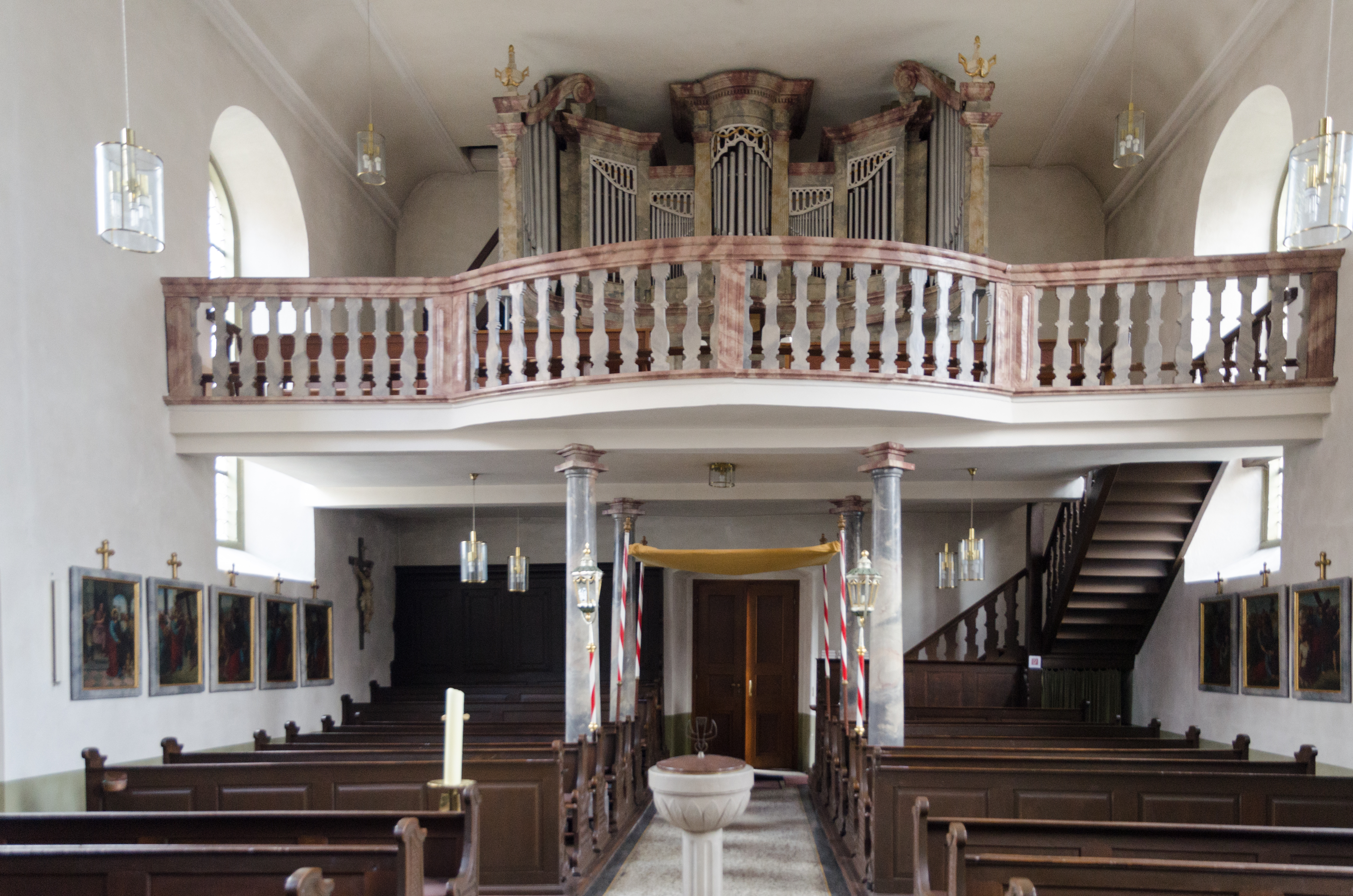
Kirchner-Orgel in Brebersdorf (1809)

Im Klassizismus wird der Prospekt weniger kleinteilig als noch im Barock gestaltet. Die Schleierbretter sind schlichter gefertigt und bekrönende Vasen oder Urnen typisch.
In der Bundorfer Schlosskapelle steht eine kleine, vollständig erhaltene Orgel von Johann Andreas Hofmann aus dem Jahr 1798.
Die Orgel in St. Petrus/Brebersdorf (1809) stammt von Kaspar aus Euerdorf. Vermutlich Nikolaus Santorius baute 1823 eine Orgel für St. Katharina in Unterweißenbrunn, die drei Rundtürme, zwei Harfenfelder und zwei zweigeschossige Flachfelder hat.
Die Prospektgestaltung in St. Michael/Sondheim vor der Rhön (1819) von den Brüdern Johann Georg Oestreich und Johann Adam Oestreich ist noch ganz traditionell dem nachbarocken Stil verpflichtet. Hingegen ist Philipp Albert Seufferts Prospekt in St. Sebastian Halsheim (1815) mit seinen Vorhangschnitzereien, Blattwerk und der bekrönenden Vase eindeutig klassizistisch.

## Romantik

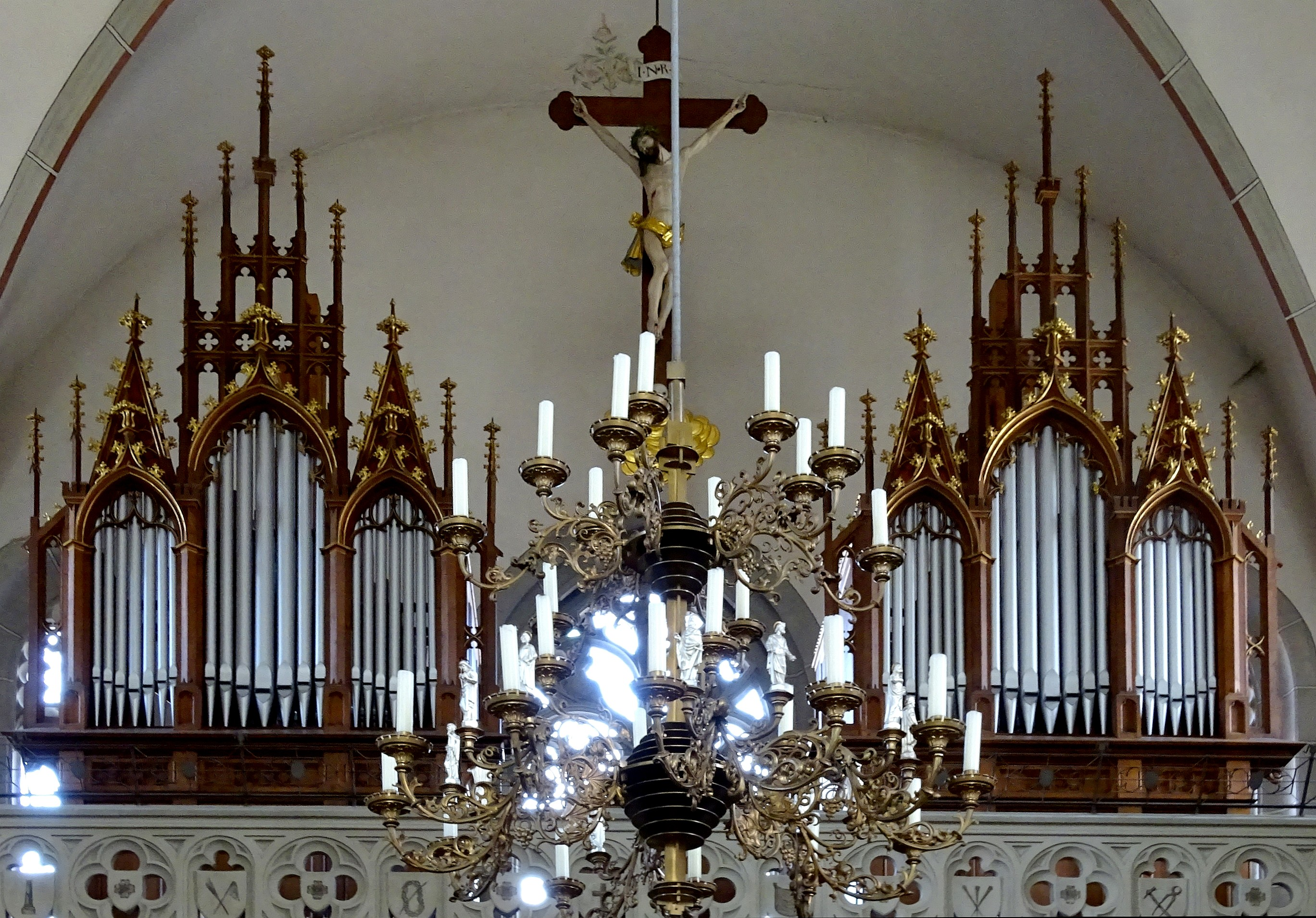
Schlimbach-Orgel in der Haßfurter Ritterkapelle (1890)

Im Zeitalter der Romantik verschwinden die Kennzeichen der unterfränkischen Orgelbautradition, die in dem nationalen Orgelbau aufgeht. Am Ende des 19. Jahrhunderts werden wie auch sonst überall neue Techniken wie die Kegellade und die pneumatische Traktur eingeführt. Der für den Barock so typische Prospektaufbau mit Rund- und Spitztürmen, der noch im Klassizismus nachklingt, wird zugunsten eines Flachprospekts aufgegeben. Damit geht ein orchestraler Klangaufbau einher, der grundtönige Stimmen auf Kosten von gemischten Stimmen und Zungenregister bevorzugt.
In Ostheim vor der Rhön gründete Johann Georg Markert II. 1848 ein Unternehmen, das nach dem Zweiten Weltkrieg von der Familie Hoffmann übernommen wurde. Johann Kirchner aus Euerdorf, der unter dem Einfluss von Philipp Albert Seuffert stand, baute 1846 das Werk in St. Michael/Unterhohenried (Haßfurt).
Balthasar Schlimbach, der 1836 die Seuffert-Werkstatt übernommen hatte, erhielt 1845 ein zehnjähriges Privileg für das Königreich Bayern. Sein Werk in der Stadtpfarrkirche Mariä Himmelfahrt/Bad Königshofen im Grabfeld (1872) ist weitgehend erhalten. Von seinem Bruder Kaspar Schlimbach stammt das Instrument in St. Mauritius/Reyersbach (1858). Die Gemeinschaftswerke von Balthasar und seinem Sohn Martin Joseph Schlimbach in der Spitalkirche Aub (1864) und in St. Johannes der Täufer/Euerdorf (1875) weisen neugotische Prospekte auf. Die Orgeln von Martin Joseph Schlimbach in der Ritterkapelle Haßfurt (1890) und St. Pankratius/Klingenberg am Main (1892) verwenden mechanische Kegelladen.
Einige Orgeln gehen auf oberfränkische Orgelbauer zurück. Für St. Veit/Junkersdorf (1848) und Heilig-Kreuz/Oberlauringen (1860) baute Christoph Hofmann aus Neustadt bei Coburg die Orgeln. Josef Wiedemann aus Bamberg schuf das Instrument in St. Sebastian/Prölsdorf (1861).

## 20./21. Jahrhundert

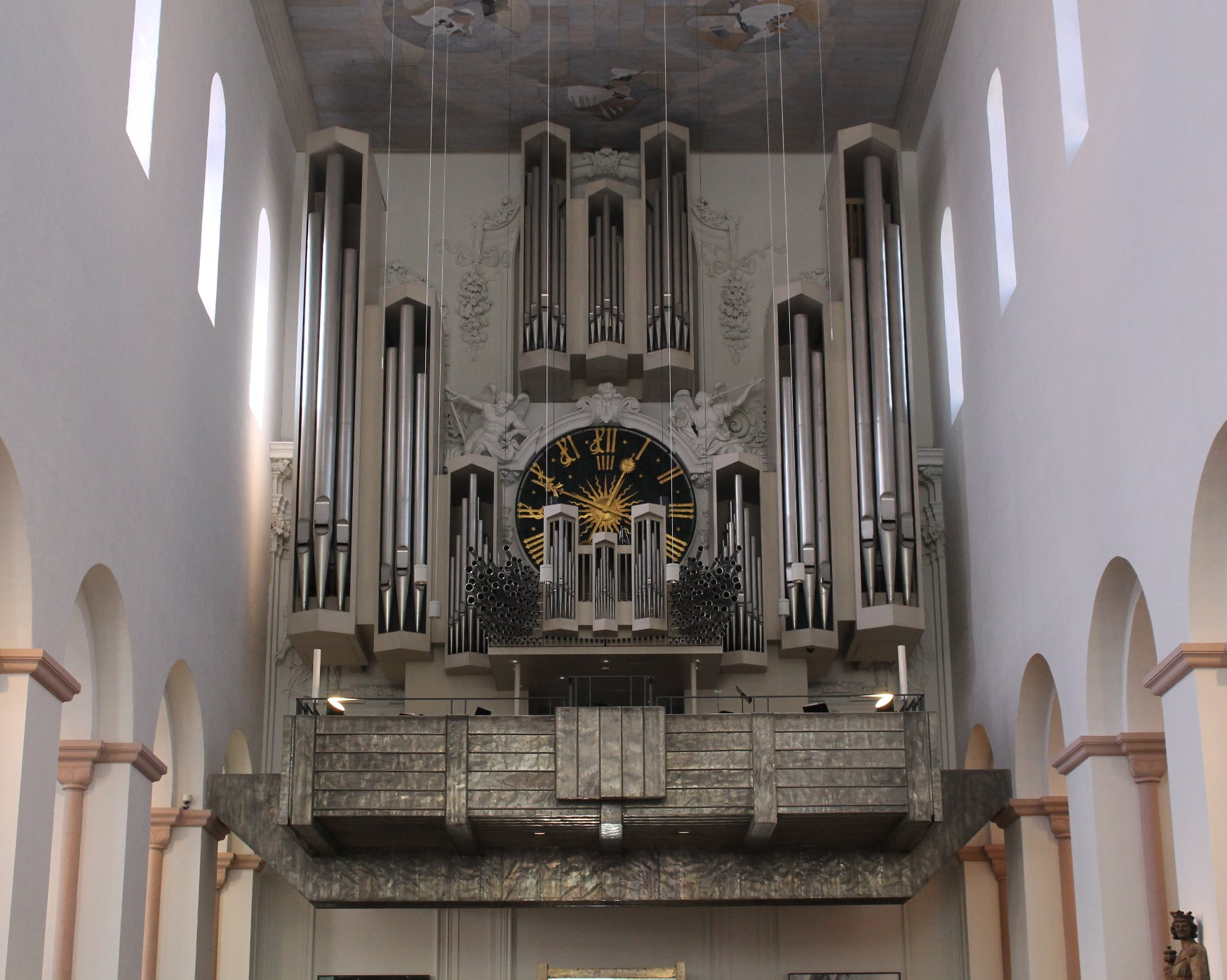
Klais-Orgel im Würzburger Dom (1969)

Die Zeit nach dem Zweiten Weltkrieg wird durch überregional tätige Orgelbauer beherrscht. Neben wenigen regionalen Orgelbauern sind die beiden Ostheimer Unternehmen von Hey Orgelbau und Hoffmann auch überregional tätig. Die Brüder Günter und Horst Hoffmann rekonstruierten im Jahr 2000 die Orgel von Johann Friedrich Wender (1703) für die neue Bachkirche Arnstadt. Dreimanualige Hoffmann-Orgeln entstanden für die Heilige Familie/Karlstadt (1979), St. Maria Magdalena/Ebelsbach (1983), St. Michael/Kürnach (1985) und St. Georg/Frickenhausen. Zudem führte der Betrieb zahlreiche Restaurierungen durch.
Von den teils international tätigen Orgelbaufirmen werden im Folgenden Neubauten mit mehr als zwei Manualen hervorgehoben: Die Firma G. F. Steinmeyer & Co. (Oettingen in Bayern) baute 1955 für die Heilig-Geist-Kirche Schweinfurt, 1958 für die Evangelische Stadtkirche Kitzingen und 1961 für die Christuskirche Aschaffenburg neue Orgeln.
Johannes Klais Orgelbau (Bonn) schuf 1937 die Orgel für die Klosterkirche Münsterschwarzach, 1984 für St. Peter und Alexander in Aschaffenburg, 1993 für St. Johannes der Täufer/Hammelburg und 1996 für die Augustinerkirche Würzburg. Auch die Orgeln des Würzburger Domes (1968/1969) gehen auf Klais zurück. Die größte Orgelanlage in Unterfranken mit 107 Registern erhielt 2012 einen neuen Zentralspieltisch mit fünf Manualen.

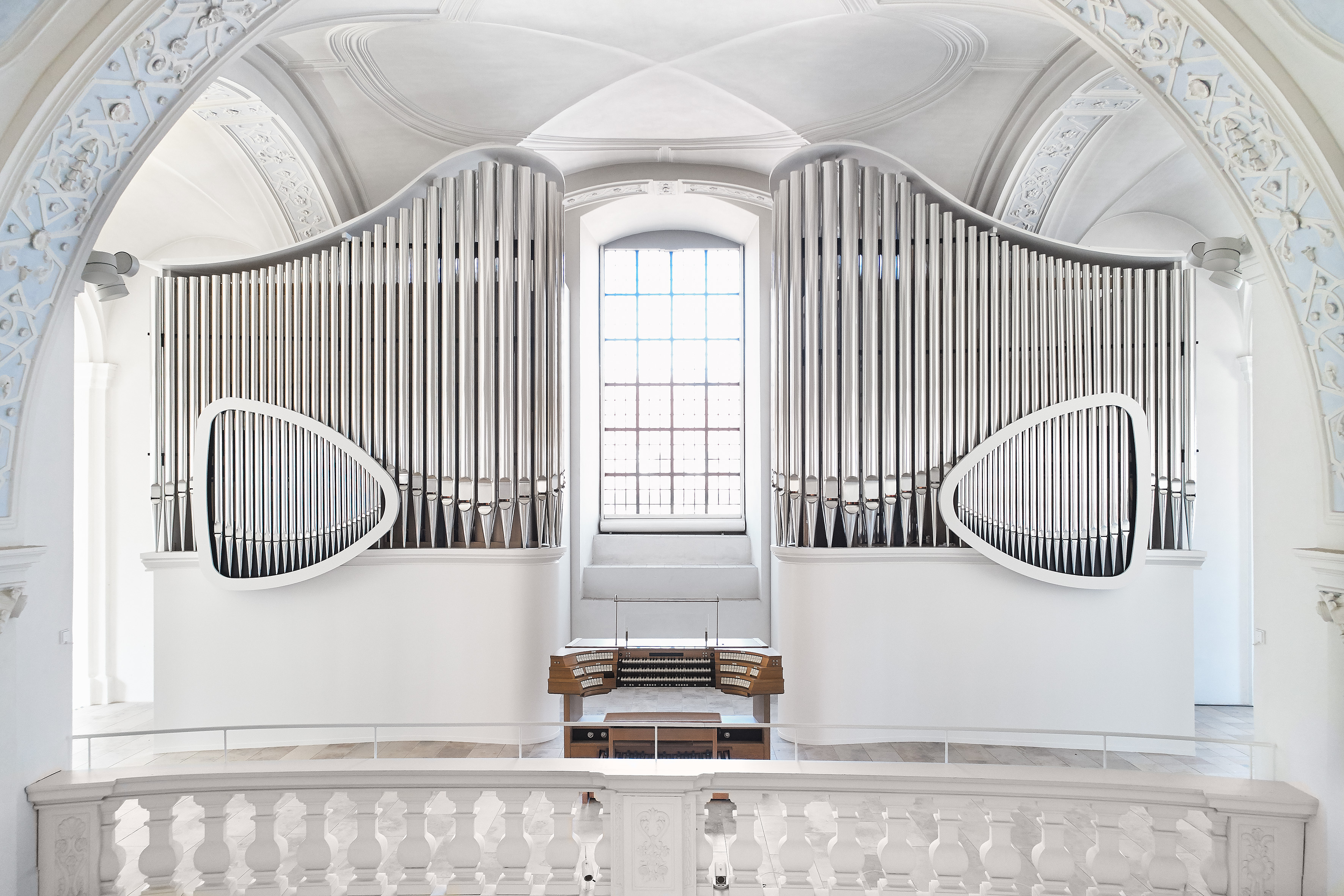
Vleugels-Orgel in Würzburger, St. Peter und Paul (2018)

Orgelbau Vleugels ist für seine Architektur-Prospekte bekannt. Auf die Hardheimer Firma gehen die Instrumente in der Herz-Jesu-Kirche in Aschaffenburg (1996), St. Johannes in Kitzingen (1996) und St. Peter und Paul in Würzburg (2016–2018) zurück.
Von Karl Schuke (Berlin) wurden Orgeln für die Würzburger Neubaukirche (1986) und die Herz-Jesu-Stadtpfarrkirche in Bad Kissingen (1993) geliefert. Die Firma Rudolf von Beckerath Orgelbau (Hamburg) versorgte 1960 St.-Johannis-Kirche in Würzburg, Orgelbau Friedrich Weigle (Leinfelden-Echterdingen) 1982 St. Stephan in Würzburg sowie Orgelbau Sandtner St. Kilian (1990) und St. Johannis in Schweinfurt (1992) mit neuen Instrumenten.